# UnxsBind
unxsBind anteriormente llamado mysqlBind es un software para administrar el servidor de DNS Bind y es parte de unxsVZ Se distribuye como software libre bajo la licencia GPL.
unxBind comenzó con el nombre de mysqlBind a finales de la década de 1990.

## Características principales
- Permite la administración usando una interface web.
- Está preparado para manejar miles de zonas.
- Maneja las vistas de Bind para diferenciar según el origen de la consulta.
- Está preparado para montar esquemas redundantes master-master utilizando replicación de MySQL Server.
- Muestra en un gráfico la consultas que se realizan.
- En caso de falla en la base de datos el los servidores de nombre siguen operando con normalidad ya que toda la configuración es bajada a zonas de Bind estándares.
- Permite la definición de roles como administradores, revendedores, clientes, etc
- Está disponible como paquete .rpm o código fuente.